# Gertrud Bärtschi
Gertrud Bärtschi (* 29. Januar 1932, heimatberechtigt in Lützelflüh; † 15. September 2022 in Basel) war eine Schweizer Pflegefachfrau und Gründerin einer Hilfsorganisation in Peru.

## Leben
Gertrud Bärtschi wuchs zuerst in einem Kinderheim und dann als Pflegekind auf einem Bauernhof im Kanton Luzern auf. Bei ihrem  Pflegevater, einem alleinstehenden alten Bauern und seiner Haushälterin, musste sie als Kind schwer arbeiten. Es war keine leichte Kindheit, Liebe erfuhr sie kaum. Sie besuchte während dieser Zeit die Sekundarschule.
Mit 18 Jahren verdiente sie als Bürohilfe Geld für den Besuch einer Pflegefachschule. Nach ihrer Ausbildung ging sie für drei Jahre als Krankenschwester nach Guadeloupe in der Karibik. Im Wallis kannte Bärtschi eine Organisation, die sich in Peru engagierte. Sie beschloss, dort tätig zu werden. Eines der ersten Hilfsprojekte, an welchem sich Bärtschi beteiligte, war der Bau eines Krankenhauses.
Später kam sie zurück in die Schweiz, um die Hebammenschule in Lausanne zu besuchen. Anschliessend reiste sie nach dieser Ausbildung wieder nach Peru. In Lima begann sie zusammen mit einer Peruanerin, die selbst an einer Behinderung leidet, ein Behindertenzentrum zu etablieren. Als Grundsatz auch für spätere Projekte setzte Bärtschi auf einheimisches Personal und nicht auf entsandte Entwicklungshelfer aus Europa.
Um Geld für ihre Vorhaben zu verdienen, trat Bärtschi Anfang der 1970er-Jahre eine Stelle als Krankenschwester auf der Notfallstation des Kantonsspitals Basel an. Zusätzlich sammelte sie Geldspenden. Zur Förderung von Frauen, Kindern und Jugendlichen sowohl in den Anden wie in Armensiedlungen der Städte Lima und Ica startete sie mehrere Projekte und baute mit peruanischen Vertrauensleuten ein Netz lokaler Entwicklungsinitiativen auf. Besonders erfolgreich sind zwei Frauenprojekte in Lima und Ica. Frauen, die sich beruflich selbstständig machen wollen, erhalten günstige Mikrokredite. Einmal im Jahr reiste Bärtschi auf eigene Kosten selbst nach Peru, um vor Ort die Projekte zu überwachen. Um die Zukunft ohne sie vorzubereiten, wurde der Verein Solidarität Schweiz-Peru im Juni 2009 gegründet. Bärtschi wurde dessen Ehrenpräsidentin.
Über ihr Wirken wurde ein Buch durch die Hauseltern des Heims für Strassenkinder in Huancayo verfasst.

## Ehrungen
- 1995: Ehrendoktorat der Medizinischen Fakultät der Universität Basel
- 1999: Elisabeth-Norgall-Preis
- 2012: Bärtschi wurde durch die Bürgermeisterin von Lima für ihr Lebenswerk ausgezeichnet.[3]